# José Hernández (militar)
General José Hernández fue un militar mexicano que participó en la Revolución mexicana. Nació en San Rafael, municipio de Tlaquiltenango, Morelos. Al estallar la lucha contra Porfirio Díaz se incorporó a las fuerzas de Lorenzo Vázquez Herrera, con quién se mantuvo durante toda la contienda. Operó en la región de Los Hornos, Huautla y Pozo Colorado, lugar de gran cantidad de combates en los que tomó parte, ascendiendo rápidamente, por los éxitos en un lugar tan conflictivo. Alcanzó el grado de general de brigada. En noviembre de 1914 fue integrante de la comisión zapatista a la Convención de Aguascalientes. El 14 de diciembre fue herido al atacar la ciudad de Puebla rumbo de San Nicolás Tolentino en la acción de armas de punto de las escalerillas; fue trasladado a la Hacienda de Chinameca gravemente herido, por lo que murió en la misma.  